# Municipio de Center (condado de Greene, Pensilvania)
El municipio de Center (en inglés: Center Township) es un municipio ubicado en el condado de Greene en el estado estadounidense de Pensilvania. En el año 2000 tenía una población de 1.393 habitantes y una densidad poblacional de 11 personas por km².

## Geografía
El municipio de Center se encuentra ubicado en las coordenadas 39°52′16″N 80°17′35″O / 39.87111, -80.29306.

## Demografía
Según la Oficina del Censo en 2000 los ingresos medios por hogar en la localidad eran de $31,492 y los ingresos medios por familia eran de $31,850. Los hombres tenían unos ingresos medios de $33,958 frente a los $21,375 para las mujeres. La renta per cápita de la localidad era de $14,610. Alrededor del 16,5% de la población estaba por debajo del umbral de pobreza.